# Megaspilinae
Sous-famille
Megaspilinae est une sous-famille d'insectes hyménoptères parasites.

## Liste des genres
Selon ITIS:
- genre Conostigmus Dahlbom, 1858
- genre Creator Alekseev, 1980
- genre Dendrocerus Ratzeburg, 1852
- genre Megaspilus Westwood, 1829
- genre Platyceraphron Kieffer, 1906
- genre Trassedia Cancemi, 1996
- genre Trichosteresis Förster, 1856